# Antonio Ferrandis
Pour les articles homonymes, voir Ferrandis.
Antonio Ferrandis Monrabal est un acteur espagnol, né le 28 février 1921 à Paterna (province de Valence) et mort le 16 octobre 2000 à l’hôpital Quirón de Valence à l’âge de 79 ans de problèmes cardio-respiratoires.
Connu pour son interprétation de Chanquete dans la série télévisée Le Bel Été (Verano azul) en 1981.

## Filmographie

### Cinéma
- 1955 : Marcelin, Pain et Vin (Marcelino, pan y vino) de Ladislas Vajda - moine
- 1960 : María, matrícula de Bilbao de Ladislas Vajda
- 1962 : Dulcinée (Dulcinea) de Vicente Escrivá
- 1961 : Plácido de Luis García Berlanga - Ramiro
- 1963 : Le Bourreau (El verdugo) de Luis García Berlanga - fonctionnaire à la prison
- 1970 : Tristana de Luis Buñuel - client
- 1972 : Mi querida señorita de Jaime de Armiñán - Santiago
- 1975 : Léonor de Juan Luis Buñuel - Thomas
- 1975 : Sept Morts sur ordonnance de Jacques Rouffio - commissaire Giret
- 1977 : La ragazza dal pigiama giallo de Flavio Mogherini - Nottingham
- 1978 : El hombre que supo amar de Miguel Picazo - Dr. Cabrales
- 1978 : La Carabine nationale (La escopeta nacional) de Luis García Berlanga - Álvaro
- 1982 : Volver a empezar de José Luis Garci - Antonio Albajara
- 1984 : Memorias del general Escobar de José Luis Madrid - général Escobar

### Télévision
- 1981-1982 : Le Bel Été (Verano azul) d'Antonio Mercero - Chanquete

## Récompenses et distinctions
- Généralité valencienne : Distinction du Mérite Culturel ;
- 1993 : Médaille d'or du mérite des beaux-arts par le Ministère de l'Éducation, de la Culture et des Sports[1] ;
- Prix National de Théâtre.